# Thera brunneofasciata
Thera brunneofasciata är en fjärilsart som beskrevs av Barend J. Lempke 1950. Thera brunneofasciata ingår i släktet Thera och familjen mätare. Inga underarter finns listade i Catalogue of Life.